# إيرل كونز
إيرل كونز (بالإنجليزية: Earl Kunz)‏ هو لاعب كرة قاعدة أمريكي، ولد في 25 ديسمبر 1898، وتوفي في 14 أبريل 1963.

## وصلات خارجية
- إيرل كونز على موقعبيزبول رفرنس.كوم (الدوري الرئيسي) (الإنجليزية)